# Joseph Gilgun

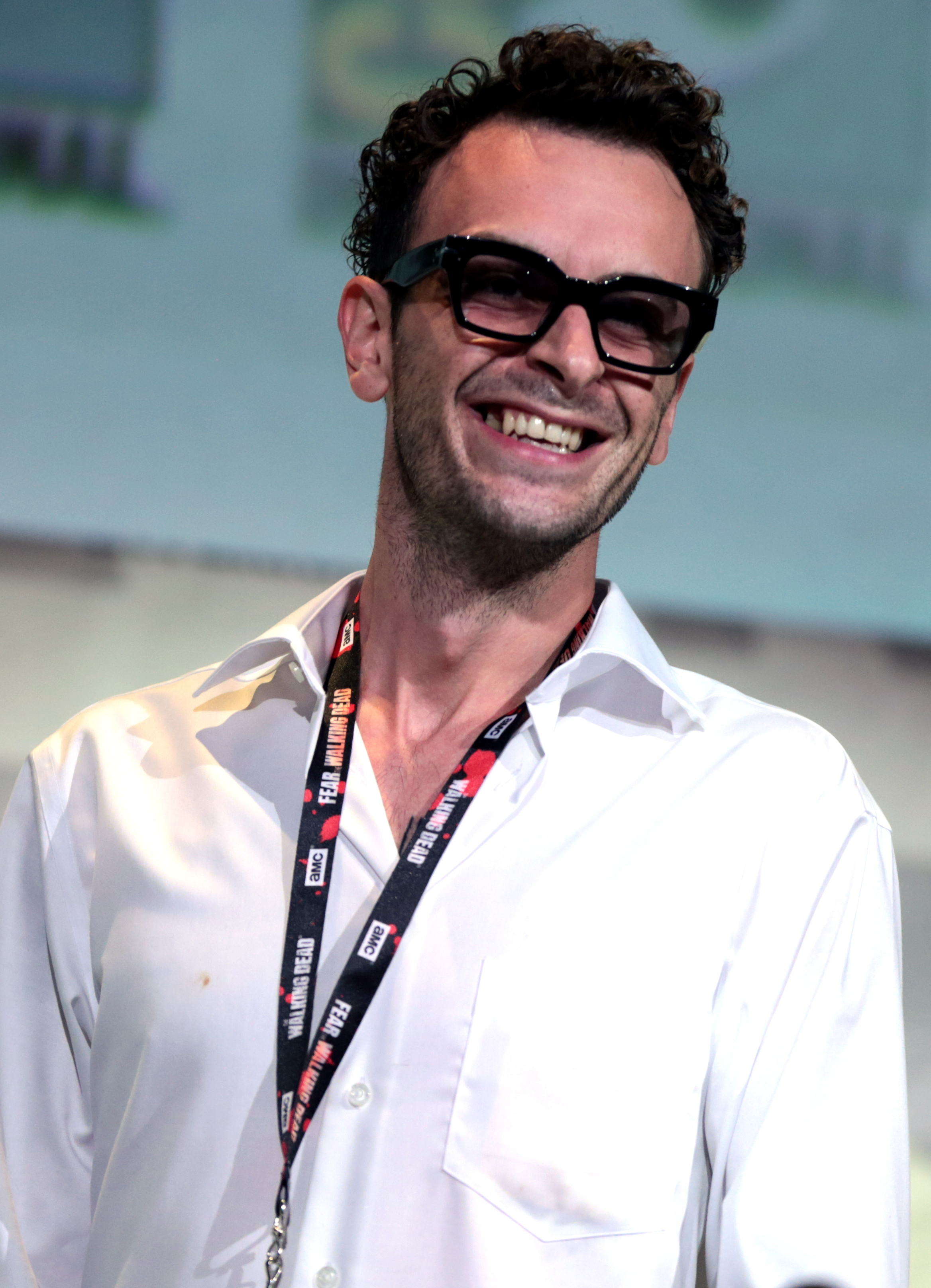
Joseph Gilgun (2016)

Joseph „Joe“ William Gilgun (* 9. März 1984 in Chorley, Lancashire) ist ein britischer Schauspieler.

## Leben
Joseph Gilgun besuchte die Rivington Primary School und die Southlands High School. Das Advanced Level machte er am Runshaw College. Sein Schauspielstudium absolvierte er an der Laine Johnson Theatre School.
Seine erste Fernsehrolle hatte Joseph Gilgun bereits im Alter von zehn Jahren in der Serie Coronation Street. Darin verkörperte er von 1994 bis 1997 in insgesamt 29 Folgen den Jamie Armstrong. Nach dieser Rolle folgte eine achtjährige Pause, bis er in einer Folge der britischen Serie Shameless zu sehen war. Zwischen 2006 und 2010 gehörte er zur Hauptbesetzung der langlebigen Seifenoper Emmerdale. Es folgten Engagements als Darsteller des Richard „Woody“ Woodford in den Miniserien This Is England ’86, This Is England ’88 und This Is England ’90, welche auf dem Film This Is England aus dem Jahr 2006 basieren, in dem er dieselbe Rolle innehatte. Diese Rolle brachte ihm 2006 eine Nominierung für die British Independent Film Awards als bester Nebendarsteller und 2012 eine Nominierung für den British Academy Television Award als bester Hauptdarsteller ein. 2012 spielte Gilgun den Hydell im amerikanisch-französischen Science-Fiction-Film Lockout. Von 2011 bis zum Ende der Serie 2013 verkörperte er Rudy Wade in der Serie Misfits. 2014 machte Gilgun durch die Darstellung des Schwulenaktivisten Mike Jackson im mehrfach ausgezeichneten Film Pride auf sich aufmerksam. Von 2016 bis 2019 spielte er als Cassidy eine Hauptrolle in sämtlichen Folgen der Serie Preacher, die auf der gleichnamigen Comicbuchreihe basiert. Seit 2019 verkörpert er Vincent „Vinnie“ O'Neill in der von ihm kreierten britischen Comedyserie Brassic. Hierfür nominierte die British Academy of Film and Television Arts Gilgun zwischen 2021 und 2024 jährlich für den British Academy Television Award als bester männlicher Darsteller in einer Comedy-Sendung.
Gilgun leidet nach eigenen Angaben an Dyslexie und ADHS. Ferner wurde bei ihm eine bipolare Störung diagnostiziert.

## Filmografie (Auswahl)
- 1994–1997: Coronation Street
- 2005: Shameless (Fernsehserie, Folge 2x02)
- 2006: This Is England
- 2006–2010: Emmerdale (Fernsehserie, 267 Folgen)
- 2009: Harry Brown
- 2010: This Is England ’86 (Miniserie, 4 Folgen)
- 2011: This Is England ’88 (Miniserie, 3 Folgen)
- 2011–2013: Misfits (Fernsehserie, 25 Folgen)
- 2012: Lockout
- 2013: Ripper Street (Fernsehserie, Folge 1x02)
- 2014: Pride
- 2015: The Last Witch Hunter
- 2015: This Is England ’90 (Miniserie, 4 Folgen)
- 2016–2019: Preacher (Fernsehserie)
- 2016: The Infiltrator
- seit 2019: Brassic (Fernsehserie)